# Banca Sicula

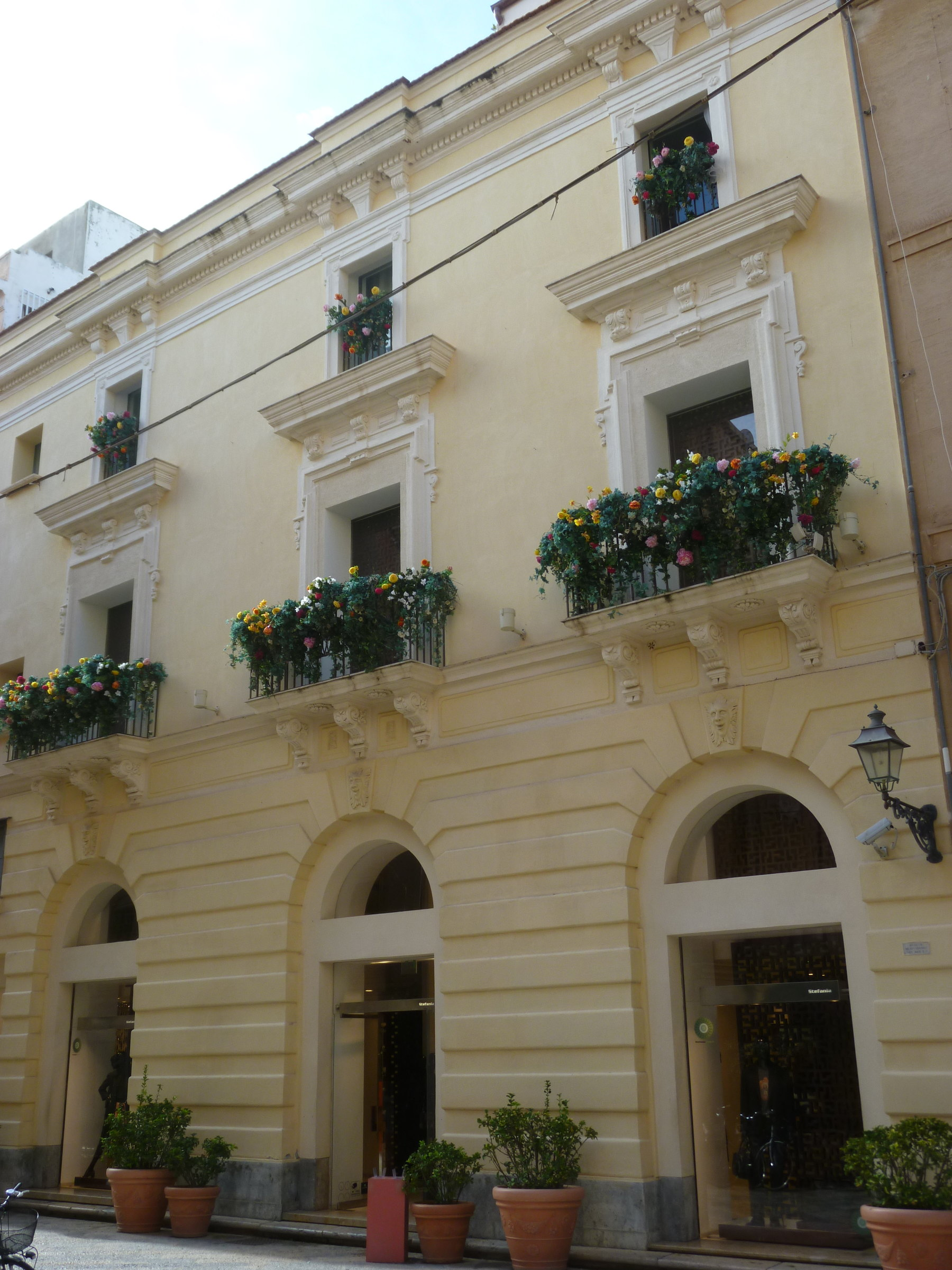
La sede centrale della Banca Sicula, nel centro storico di Trapani

La Banca Sicula di Trapani è stata una banca italiana privata. È stata ceduta nel 1991 e incorporata nel 1994 nella Banca Commerciale Italiana (oggi Intesa Sanpaolo).

## Storia
Fu fondata nel 1883 come Banca Mutua Popolare di Trapani, con Vincenzo Fardella di Torrearsa presidente onorario.
La proprietà era, con altri soci come i Burgarella, della famiglia D'Alì Staiti, che ne ha detenuto dal 1895 sempre la presidenza, prima con Giulio D'Alì Staiti, fino al 1933, cui successe Giacomo D'Alì Staiti, fino al 1976. Nel 1907, con la trasformazione da istituto mutualistico a banca di credito ordinario, fu denominata  Banca Sicula, divenendo uno dei punti di riferimento per il credito privato in Sicilia per un lungo periodo. Nel 1983 l'allora amministratore delegato dell'istituto, Antonio D'Alì, preferì lasciare la carica in quanto il suo nome risultava iscritto nelle liste della loggia P2. Gli subentrò l'omonimo nipote e futuro Senatore della Repubblica, Antonio jr. Antonio senior divenne presidente della Sosalt, la società che commercializza il sale marino delle saline trapanesi.
Nel 1988 la banca acquisì il titolo di istituto di credito interregionale, raggiungendo 60 sportelli.
Poco prima dell'incorporazione, la Banca aveva aumentato il proprio capitale di 30 miliardi. Nichi Vendola, allora vicepresidente della Commissione parlamentare antimafia, nel 1998 (?), inviò alla Vigilanza della Banca d'Italia un rapporto in cui chiedeva da dove fossero arrivati quei soldi e chi ne avesse finanziato la ricapitalizzazione. Nulla di irregolare trovò Bankitalia.
Il Commissario di Polizia Calogero Germanà ha ipotizzato che l'istituto, al pari della Banca Rasini di Milano, fosse uno dei centri utilizzati per il riciclaggio del denaro sporco di Cosa Nostra.
Nel 1991 il pacchetto di maggioranza della banca, in mano ai D'Alì, venne acquisito dalla Banca Commerciale Italiana, nel cui consiglio di amministrazione va così a sedere Giacomo d'Alì, cugino del senatore e figlio del Dr. Antonio D'Alì Staiti e nipote dell'Ing. Giacomo D'Alì Staiti.